# 小行星317
小行星317（317 Roxane）是一颗围绕太阳公转的小行星。1891年9月11日，奧古斯特·卡洛斯在尼斯描述了此天体。
該小行星以亚历山大大帝的第一任妻子罗克珊娜命名。
这颗小行星的绝对星等为10.03等。
2009年，一小行星317被发现拥有一颗卫星。这颗小行星卫星后来以亚历山大大帝的母亲的名字被命名为奥林匹亚丝。奥林匹亚丝的直径约为5公里，轨道距离罗克珊娜245公里。

## 相关條目
- 小行星列表/10001-11000

## 外部連結
- Asteroid Lightcurve Database (LCDB) （页面存档备份，存于）, query form (info （页面存档备份，存于）)
- Dictionary of Minor Planet Names, Google books
- Discovery Circumstances: Numbered Minor Planets (10001)-(15000) （页面存档备份，存于） – Minor Planet Center
- 小行星317 at AstDyS-2, Asteroids—Dynamic Site
  - Ephemeris · Observation prediction · Orbital info · Proper elements · Observational info
- NASA JPL小天體瀏覽器上的小行星317

| 前一小行星： 小行星316 | 小行星列表 | 後一小行星： 小行星318 |